# Gambela (szövetségi állam)
Gambela egyike Etiópia 9 szövetségi tartományának, fővárosa Gambela.

## Elhelyezkedés
Etiópia legnyugatabbi szövetségi állama, északkeletről Oromia, délkeletről a Déli nemzetek, nemzetiségek és népek szövetségi állama, nyugatról pedig Szudán határolja. Az Etióp-magasföld nyugati szélén, a Baro és az Akobo folyók között fekszik.

## Történet
1995-ben hozták létre a korábbi Illubabor tartomány bizonyos részeiből.

## Népesség
Gambela szövetségi állam népessége a 2007-es népszámlálási adatok alapján 306 916 fő, ebből 159 679 férfi (52,0%) és 147 237 nő (48,0%).
Az 1994-es népszámlálás idején 181 862 fő élt itt, tehát 13 év alatt kimagaslóan gyorsan, évi átlagban 4,1%-kal növekedett a népesség.
A lakosság 25,4%-a, 77 878 fő városlakó, ami meghaladja az országos átlagot, a népsűrűség viszont (11,9 fő/km²) itt a legalacsonyabb Etiópiában. 
Gambela soknemzetiségű terület, a lakosság közel fele a  nuwer (46,7%) népcsoport tagja, a maradék pedig megoszlik az anyuwak (21,2%), az amhara (8,4%), a kefficho (5,1%), az oromo (4,8%), a mejenger (4,0%), a shekecho (2,3%), a kembata (1,4%) és a tigray (1,3%) népek között.
A vallási kép is sokszínű: a népesség 70,1%-a a protestáns, 16,8%-a az Etióp Ortodox Egyház tagja, 4,9% muszlim, míg 3,8% a törzsi vallások híve és 3,4% katolikus.

## Közigazgatás
Gambela szövetségi állam 4 zónából áll, ezek további 13 kerületet (woreda) alkotnak (zárójelben a kerületek száma 2007-ben).
- Agnewak (6)
- Nuwer (4)
- Mezhenger (2)
- Etang (1)

## Fordítás
Ez a szócikk részben vagy egészben  a   Gambela Region című angol Wikipédia-szócikk ezen változatának fordításán alapul.  Az eredeti cikk szerkesztőit annak laptörténete sorolja fel. Ez a jelzés csupán a megfogalmazás eredetét és a szerzői jogokat jelzi, nem szolgál a cikkben szereplő információk forrásmegjelöléseként.